# 足球健将
《足球健将》是梶原一騎擔任原作；園田光慶、深大路昇介負責作畫的足球題材漫画作品。全52集電視动画於1970年4月至1971年4月播放。

## 介绍
在墨西哥奧運取得銅牌且是日本隊代表的松木 天平，到在埼玉縣的高校赴任。在學校成立足球部，目的是教學生友情和團隊精神的重要性，玉井真吾跟其挑戰然后敗北，且感受到松木的真誠就正式加入足球部。